# César Gutiérrez Peña
César Felipe Gutiérrez Peña (Ica, 22 de octubre de 1956) es un ingeniero mecánico peruano. Fue presidente del directorio de Petroperú desde 2006 hasta 2008, año en el que tuvo que renunciar tras el escándalo del Caso Petroaudios durante el segundo gobierno de Alan García.

## Biografía
Nació en Ica, Perú, el 22 de octubre de 1956. Curso sus estudios primarios y secundarios en su ciudad natal y, entre 1975 y 1984, cursó estudios superiores de ingeniería mecánica en la Universidad Nacional San Luis Gonzaga de esa ciudad de la que, desde 1986, también fue catedrático. Entre mayo del 2002 y marzo del 2003 fue presidente ejecutivo de EsSalud y, entre agosto del 2006 y octubre del 2008, fue presidente del directorio de Petroperú. Políticamente se encuentra afiliado al partido Unión por el Perú y, por ese mismo partido, participó en las elecciones regionales del 2010 como candidato a la presidencia del Gobierno Regional de Ica sin obtener la elección.
Durante el tiempo que fue presidente del directorio de Petroperú, el 5 de octubre del 2008, el programa de noticias Cuarto Poder difundió las grabaciones de audio pertenecientes a Alberto Quimper, miembro del directorio de Petroperú, y Rómulo León Alegría, miembro del partido aprista. En la grabación, discuten pagos mensuales de $10 000 a Químper, León y Ernesto Arias-Schreiber, representante legal de la empresa Discover Petroleum de Noruega en el Perú por la adjudicación a ésta de contratos de exploración en bloques submarinos de petróleo y campos de gas. Esto fue seguido de manifestaciones lideradas por profesores, trabajadores, obreros y médicos para la renuncia del Consejo de Ministros. El escándalo llevó a la renuncia del Presidente del Consejo de Ministros Jorge del Castillo y de Gutiérrez al cargo de presidente del directorio de Petroperú.